# Guerra commerciale tra Giappone e Repubblica di Corea 2019

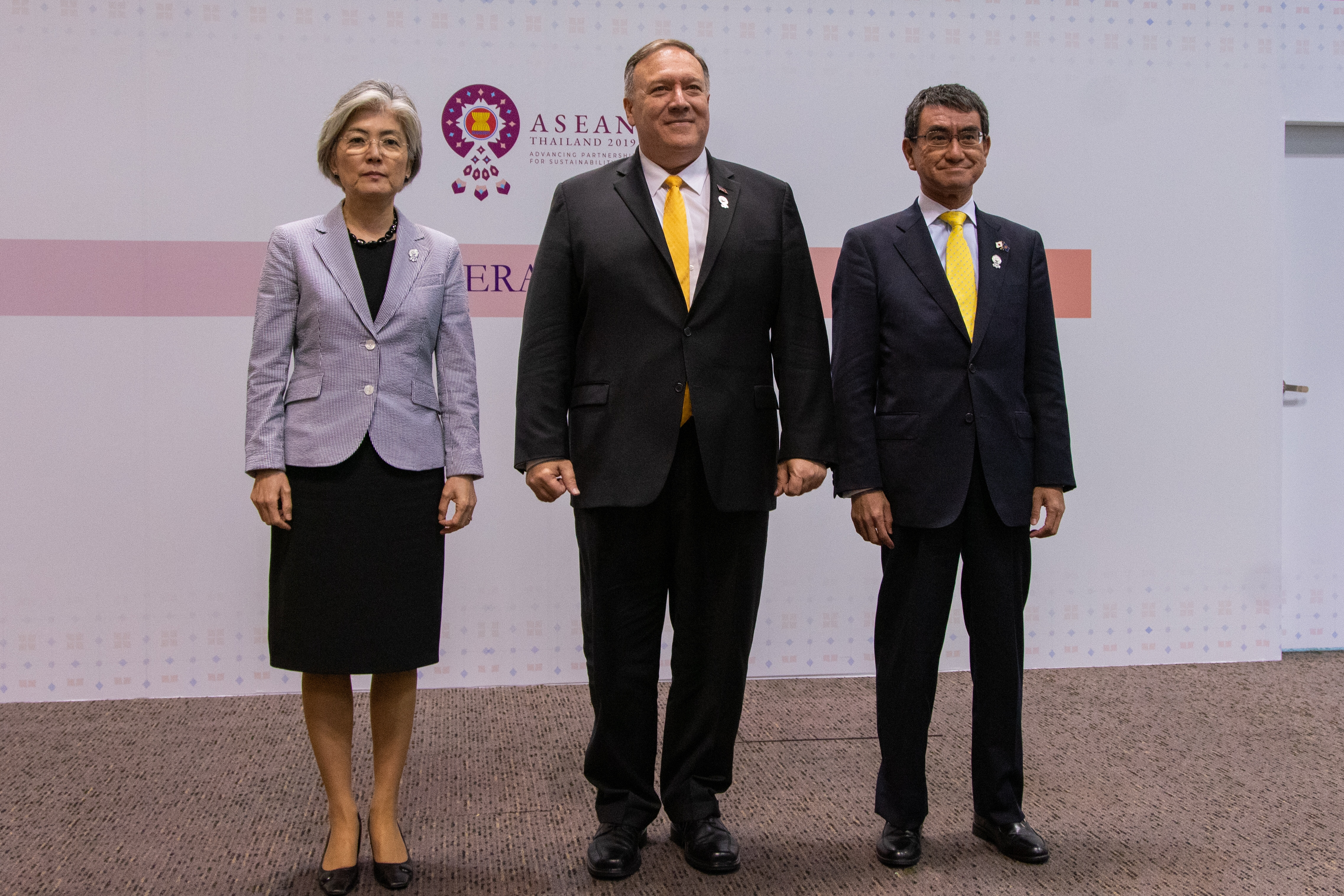
Il segretario di Stato americano Michael R. Pompeo partecipa alla riunione trilaterale Stati Uniti-Giappone-Repubblica di Corea a Bangkok, in Thailandia, il 2 agosto 2019

La guerra commerciale tra il Giappone e la Corea del Sud, anche conosciuta come guerra economica tra il Giappone e la Corea del Sud, è una disputa commerciale che ha avuto inizio, formalmente, all'indomani del meeting G20 del 2019 tenutosi ad Osaka, allorquando il governo giapponese, presieduto dal Primo ministro Shinzō Abe, ha annunciato l'introduzione di restrizioni alle esportazioni di materiali indispensabili per la produzione di oggetti di alta tecnologia, punta di diamante della produzione sud coreana. Tra i materiali oggetto di contingentazione ci sono la poliammide fluorurata, il fotoresist e  il fluoruro di idrogeno. La recrudescenza delle misure di ritorsione commerciale poste in essere dalla Corea del Sud non si sono fatte attendere con l'introduzione di pesanti dazi su tutte le merci importate dal Giappone e iniziative spontanee di boicottaggio delle vendite di prodotti giapponesi.
L'acerrima rivalità tra i due Stati asiatici risale al XVI secolo quando il Giappone invase la Corea, si amplificò durante la seconda guerra mondiale a causa delle mire coloniali del Giappone verso gli Stati limitrofi e culminò alla fine del conflitto con le rivendicazioni della Corea in merito ai risarcimenti per il fenomeno delle donne di conforto e dei lavori forzati nelle aziende giapponesi imposti a cittadini coreani.